# Ololygon flavoguttata
Espèce
Synonymes
- Hyla flavoguttata Lutz & Lutz, 1939
- Scinax flavoguttatus (Lutz & Lutz, 1939)

Statut de conservation UICN

 LC  : Préoccupation mineure
Ololygon flavoguttata est une espèce d'amphibiens de la famille des Hylidae.

## Répartition
Cette espèce est endémique du Brésil. Elle se rencontre dans la forêt atlantique de l'État d'Espírito Santo à celui du Rio Grande do Sul.

## Description
Les mâles mesurent de 25,0 à 30,0 mm et les femelles de 40,0 à 45,4 mm.

## Publication originale
- Lutz & Lutz, 1939 : New Hylidae from Brazil. Anais da Academia Brasileira de Ciências, vol. 11, no 1, p. 67–89.